# Молекулна маса
Молекулната маса (М) на дадено вещество е масата на една молекула от това вещество, изразена в единици за атомна маса (U), (равна на 1/12 масата на един атом на изотоп въглерод 12 12С). Тя е числено равна на относителната молекулна маса (MR) на една молекула, често наричана с термина молекулно тегло. Молекулното тегло обаче се дефинира като съотношението на масата на тази молекула към 1/12 от масата на въглерод-12 и е безразмерна величина. Така че е некоректно да се изразява относителната молекулярна маса (молекулно тегло) в далтони (Dа). Термините молекулно тегло и молекулна маса често биват обърквани поради еднаквите си числени стойности за дадена молекула.
Молекулна маса се различава от по-често използваната величина за измерване на масата на химически вещества – моларната маса. При молекулна маса се взема предвид изотопният състав на една конкретна молекула, докато при моларната маса се държи сметка за средното изотопно разпространение на атомите за много молекули. В резултат, молекулната маса е по-точна величина от моларната маса, но за насипни проби в практиката (съдържащи множество молекули, отразяващи изотопното отношение в природата на изграждащите ги атоми) моларната маса е по-акуратна за употреба. Това означава, че моларната маса е по-подходяща в повечето случаи, освен когато се става дума за единични молекули.
Концепцията на молекулна маса е важна за всички молекули, особено за сложни молекули като полимери и биополимери, като протеини и въглехидрати. Определянето на тяхната молекулна маса често е трудно, и обикновено се извежда чрез гел-проникваща хроматография и масспектрометрия.